# Clark Ádám születésének 200. évfordulója (emlékérme)
Clark Ádám születésének 200. évfordulója alkalmából kiadott arany emlékérme.

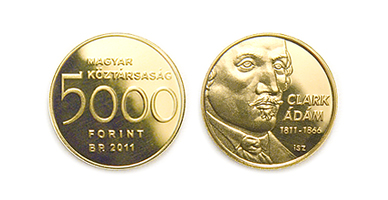
Clark Ádám arany emlékérme, 2010.

„A világ legkisebb aranyérméje” nemzetközi gyűjtői program keretében jelent meg.
A tervezésre felkért éremművészek pályamunkái közül ifj. Szlávics László alkotását választotta a szakértői bizottság megvalósításra. Az előlapon az érméken megszokott kötelező elemeken – Magyar Köztársaság felirat, értékjelzés, BP. verdejel, évszám – kívül díszítő motívumot nem alkalmazott a szokatlanul kis méretű emlékérmén a művész. A hátlapon Clark Ádám korabeli ábrázolások alapján készült, domborművű arcképének részlete, a mérnök neve, a születés és halálozás évszáma látható. A tervező kisméretű monogramja a téma oldal alsó részén, a perem közelében található.

## Érme adatai
- Kibocsátó: Magyar Nemzeti Bank
- Tervező: ifj. Szlávics László
- Gyártó: Magyar Pénzverő Zrt.
- Kibocsátás: 2011. augusztus 14.
- Névérték 5000 forint
- Anyag:	999 ezrelék finomságú arany
- Átmérő: 11 mm
- Súly: 0,5 gramm
- Széle: sima
- Kibocsátott mennyiség: 10000 db
- Kizárólag prooflike minőségben készült.